# ژاله‌پوش سپردار
ژاله‌پوش سپردار (نام علمی: Drosera peltata), که ژاله‌پوش رنگ‌پریده نیز نامیده می‌شود، یک گونه تجه‌ای چندساله بالارونده یا در حال تقلا از سرده گیاهان گوشت‌خوار ژاله‌پوش است. در میان ژاله‌پوش‌های تجه‌ای، ژاله‌پوش سپردار بیشترین پراکندگی را دارد که شامل شرق و غرب استرالیا، نیوزلند، هند و بیشتر جنوب‌شرقی آسیا از جمله فیلیپین می‌شود. لقب خاص لاتین به‌معنای «سپر شکل» است، که اشاره‌ای به شکل برگ‌های کالین (cauline) است. این یک گونه منفرد بسیار متغیر است، یا مجموعه‌ای از چندین گونه نزدیک به‌هم با مرزهای آرایه‌بندی نامشخص. در استرالیا حداقل چهار شکل دارای شناسایی آرایه‌بندی خاص بوده یا هنوز دارند:
ژاله‌پوش سپردار زیرگونه سپردار (یک نام مستقل)، ژاله‌پوش سپردار زیرگونه اوریکولاتا، ژاله‌پوش فولیوزا (همچنین به‌عنوان ژاله‌پوش سپردار جوره فولیوزا) و ژاله‌پوش قلمی (همچنین به‌عنوان ژاله‌پوش سپردار جوره قلمی).
ژاله‌پوش‌های تجه‌ای گونه‌هایی از سرده ژاله‌پوش هستند که برای زندگی در شرایط خشک‌سالی تابستانی فرگشت یافته‌اند و به‌عنوان یک تجه زیرزمینی خفته شناخته می‌شوند. در حالی که بسیاری از ژاله‌پوش‌های تجه‌ای رزت هستند که زمین را در آغوش می‌گیرند، ژاله‌پوش سپردار گونه‌ای راست با گل‌آذین ساده یا منشعب است.

## توصیف
ژاله‌پوش سپردار یک گیاه تجه‌ای چندساله است. تجه زیرزمینی آن به‌طور کلی ۴–۶ سانتی‌متر زیر سطح خاک یافت می‌شود و ارتفاع قسمت‌های هوایی آن بین ۵–۵۰ سانتی‌متر است که به اشکال مختلف تمایز گسترده‌ای دارد. ژاله‌پوش سپردار زیرگونه اوریکولاتا اغلب قوی‌ترین است و ارتفاع آن به ۵۰ سانتی‌متر می‌رسد، در حالی که شکلی که به‌طور غیررسمی به نام ژاله‌پوش فولیوزا شناخته می‌شود، معمولاً کوتاه‌ترین بوده و اغلب تنها ۵ تا ۱۰ سانتی‌متر است. ژاله‌پوش سپردار به‌طور کلی دارای رزت آشکاری از برگ در سطح خاک است که در ژاله‌پوش فولیوزا بیشتر مشخص می‌باشد و در مقابل اغلب در گیاهان بالغ ژاله‌پوش سپردار زیرگونه اوریکولاتا به فلس کاهش می‌یابد.
ساقه هوایی به شکل اسمی در ژاله‌پوش سپردار و همچنین در ژاله‌پوش سپردار زیرگونه اوریکولاتا ساده یا کمی منشعب است و فرمی که به‌طور غیررسمی با نام ژاله‌پوش قلمی شناخته می‌شود. رنگ گل‌ها متغیر است، اما به‌طور کلی سفید یا صورتی روشن است. رنگ گیاهان نیز بسیار متغیر است، با ژاله‌پوش فولیوزا به‌طور کلی سبز چمنی روشن حتی زمانی که در نور مستقیم خورشید رشد می‌کنند، ژاله‌پوش سپردار زیرگونه اوریکولاتا اغلب با مقادیر متغیر قرمز (یا حتی قرمز جامد) و ژاله‌پوش قلمی همیشه نارنجی یا قرمز تیره‌رنگ می‌شود.

## زیستگاه و توزیع
ژاله‌پوش سپردار معمولاً در جلگه‌های باز بدون یخبندان با نور نرم، در مناطق جنگلی در حال احیا، در حاشیه‌های چمنزار و کناره جاده رشد می‌کند. نوع خاکی که این گیاهان در آن یافت می‌شوند عمدتاً خاک‌های رسی نرم یا پوده‌ای و شنی است که در حالی که در زمستان مرطوب هستند، در تابستان خشک می‌شوند. این گونه گستره وسیعی دارد و اشکال مختلفی به‌طور طبیعی در جنوب، شرق و جنوب غربی استرالیا، تاسمانی، نیوزلند (در شمال شرقی) و همچنین جنوب‌شرقی آسیا و هند وجود دارد.

## آرایه‌شناسی
ژاله‌پوش سپردار اولین بار توسط کارل پیتر تونبرگ در سال ۱۷۹۷ توصیف شد. به‌دلیل گستره وسیع و عادت متنوع، ژاله‌پوش سپردار تعدادی مترادف و گونه‌های پایین‌گونه از جمله انواع و زیرگونه‌ها را انباشته کرده‌است. اکثر زیرگونه‌ها به مترادف کاهش یافته‌اند، اما دو آرایه که هنوز معتبر در نظر گرفته می‌شوند عبارتند از، ژاله‌پوش سپردار زیرگونه سپردار که خودمختار است و ژاله‌پوش سپردار زیرگونه اوریکولاتا، که در ابتدا توسط جیمز بک‌هاوس نام‌گذاری شد و به‌طور رسمی توسط جولز امیل پلنچن در سال ۱۸۴۸ به‌عنوان ژاله‌پوش اوریکولاتا توصیف شد و بعداً توسط بری جان کان (Barry Conn) در سال ۱۹۸۱ به زیرگونه‌ای از ژاله‌پوش سپردار تقلیل یافت.
زیرگونه اوریکولاتا هنوز هم توسط برخی مقامات یک گونه معتبر و جداگانه در نظر گرفته می‌شود. تفاوت عمده بین زیرگونه‌ها شامل شکل بذر و بلوغ کاسبرگ است. ژاله‌پوش سپردار زیرگونه سپردار دارای دانه‌های بیضی‌شکل (تخم‌مرغی شکل) است و کاسبرگ‌ها کرک‌دار یا زهاری هستند، در حالی که ژاله‌پوش سپردار زیرگونه اوریکولاتا دارای دانه‌های خطی و کاسبرگ‌های بدون کرک است.
اگرچه در سال ۱۹۸۲ توسط مارچانت (Marchant) [10] به مترادف ژاله‌پوش سپردار تنزل یافت، گونه‌های قبلاً شناخته شده ژاله‌پوش فولیوزا و ژاله‌پوش قلمی مجدداً توسط هرباریوم تاسمانی و شاخص نام گیاه استرالیایی به‌عنوان گونه‌های جداگانه در نظر گرفته شدند.
ژاله‌پوش فولیوزا با شکل اسمی ژاله‌پوش سپردار در داشتن یک رزت قاعده‌ای کاملاً مشخص از برگ‌های بزرگ و سبز روشن و ساقه‌های کوتاه‌تر چندشاخه متفاوت است. در مقابل، شکل اسمی ژاله‌پوش سپردار دارای یک روزت پایه کمتر برجسته و یک ساقه است. بیشتر به علف‌زارها، مزارع علف‌زار و جنگل‌های باز با کف‌پوش‌های چمن‌دار محدود می‌شود.
ژاله‌پوش قلمی شبیه به شکل اسمی ژاله‌پوش سپردار اما کوچک‌تر و با ساقه‌ها و برگ‌های قرمز مشخص است. در تاسمانی به مناطق پوده‌ای مرطوب محدود می‌شود و برخلاف روینده‌های زمستانی و بهاری ژاله‌پوش سپردار و ژاله‌پوش فولیوزا، در اواخر بهار و تابستان رشد می‌کند.

## کشت
ژاله‌پوش سپردار یکی از ساده‌ترین ژاله‌پوش‌های تجه‌ای برای کشت است، ویژگی‌ای که به طبیعت بخشنده آن نسبت به آب و دما نسبت داده می‌شود. ژاله‌پوش تجه‌ای معمولاً به زمستان‌های مرطوب و خنک نیاز دارد که فصل رشد فعال آنها است و تابستان‌های گرم‌تر و تقریباً خشک‌تر یا تجه‌ای خفته یا پوسیده می‌شوند. ژاله‌پوش سپردار می‌تواند تابستان‌های مرطوب را تحمل کند.

## نگارخانه

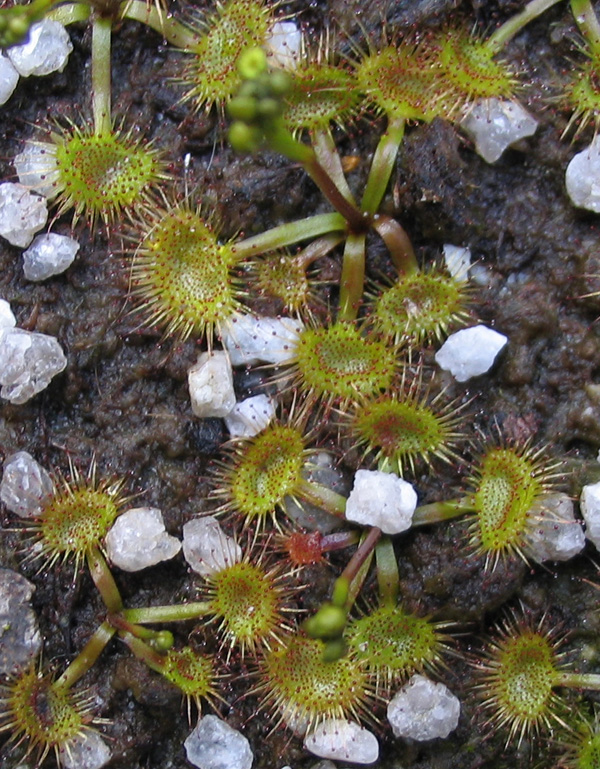
Typical form, basal rosette
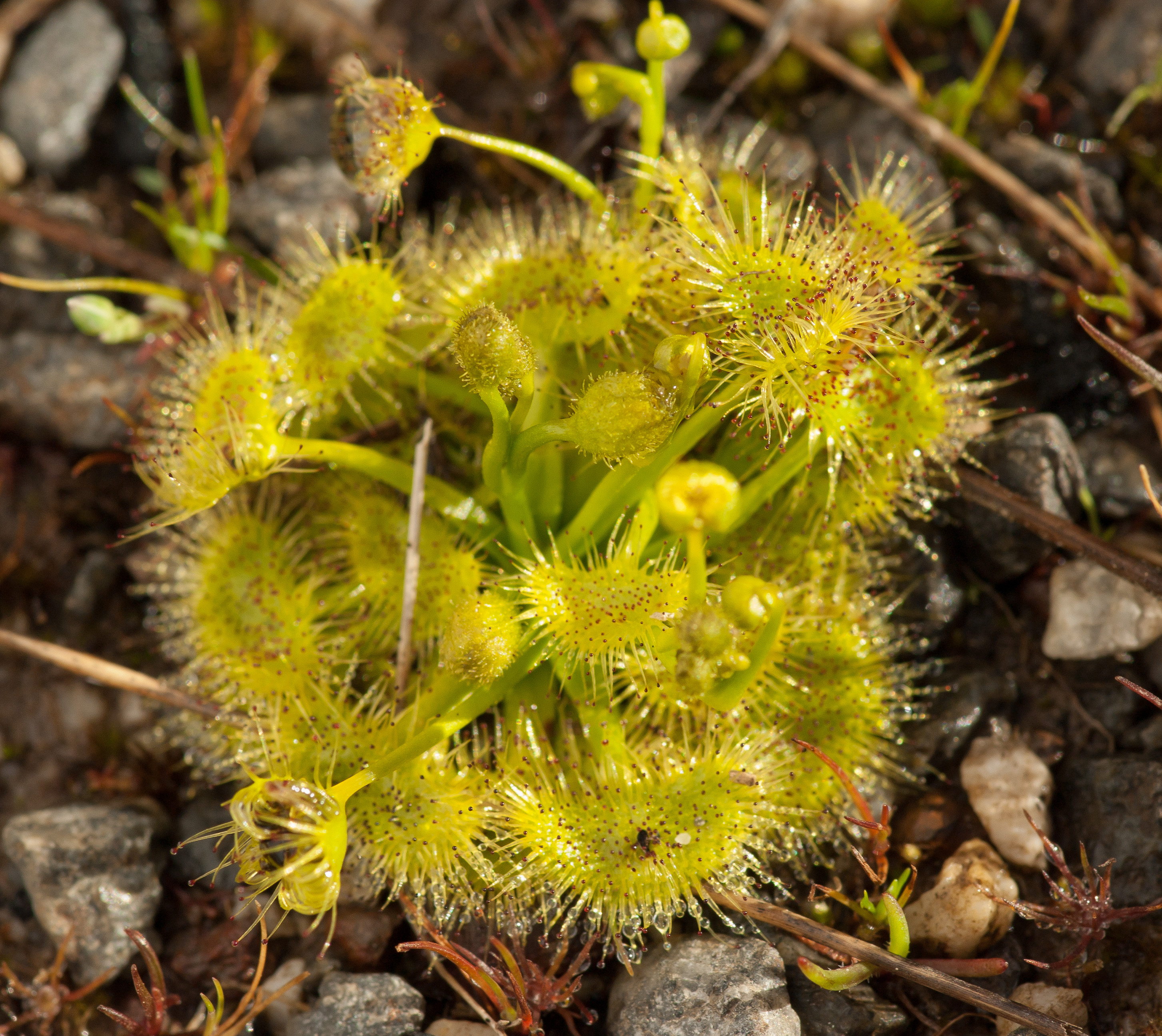
Drosera foliosa (Drosera peltata var. foliosa) growing in George Town, Tasmania, Australia
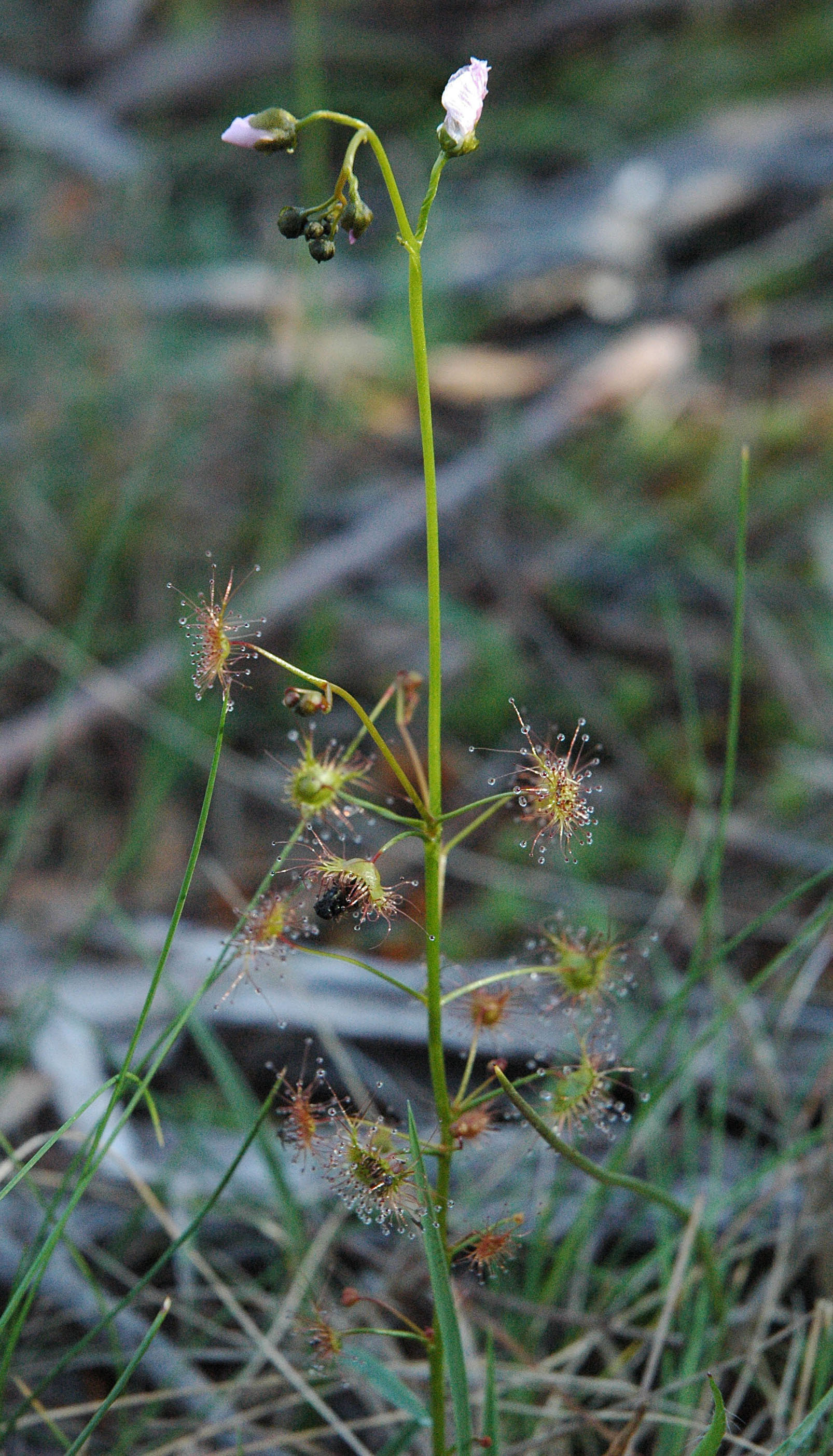
Drosera peltata subsp. auriculata
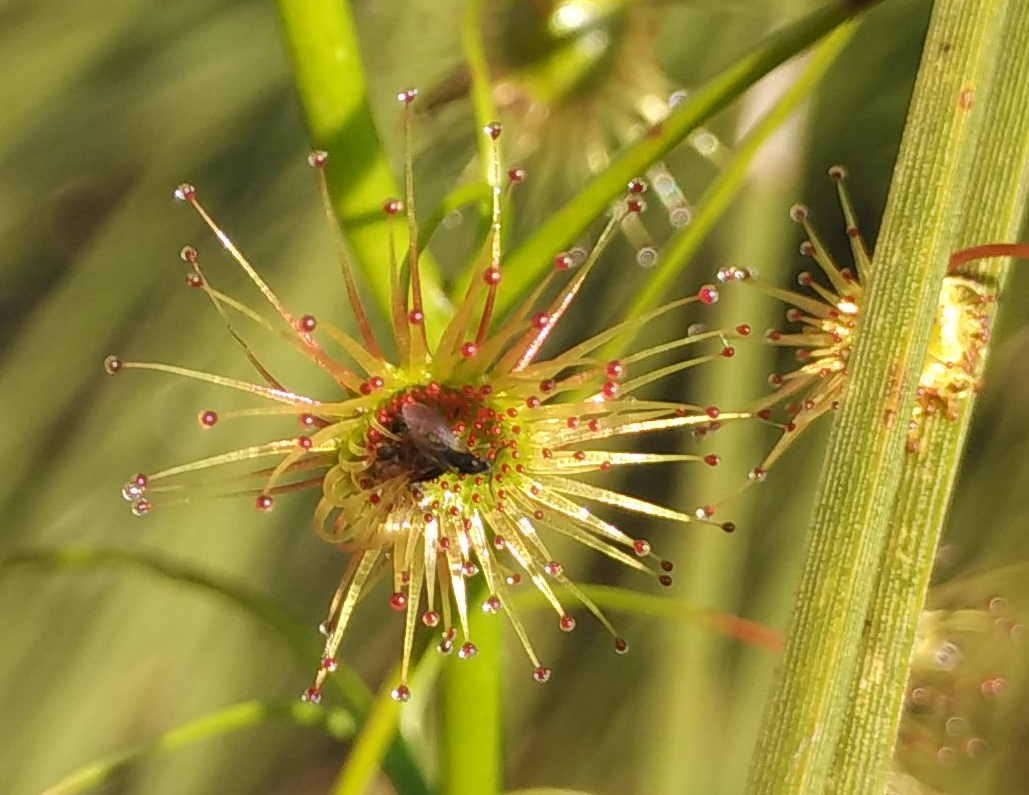
Close-up of Drosera peltata subsp. auriculata with captured insect.